# Futuristic Dragon
Futuristic Dragon è l'undicesimo album in studio della band rock britannica dei T. Rex, pubblicato il 30 gennaio del 1976.

## Tracce
1. Futuristic Dragon (Introduction) – 1:52
2. Jupitar Liar – 3:43
3. Chrome Sitar – 3:14
4. All Alone – 2:50
5. New York City – 3:58
6. My Little Baby – 3:09
7. Calling All Destroyers – 3:53
8. Theme for a Dragon – 2:01
9. Sensation Boulevard – 3:43
10. Ride My Wheels – 2:28
11. Dreamy Lady – 2:53
12. Dawn Storm – 3:42
13. Casual Agent – 2:52

## Formazione
- Marc Bolan - voce principale, chitarra, moog
- Steve Currie - basso
- Davy Lutton - batteria
- Gloria Jones - voce secondaria, clavinet
- Peter Dines - tastiere